# 遊騎兵行動
遊騎兵行動（Operation Ranger）是美國在1951年1月至2月間進行的核試驗行動代號，該行動包含了5次核試驗，最大的一次為22萬噸TNT。遊騎兵行動是美國史上第4次核試驗，也是首次在內華達試驗場（Nevada National Security Site）舉行。

## 图像

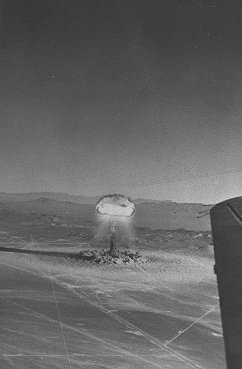
Baker
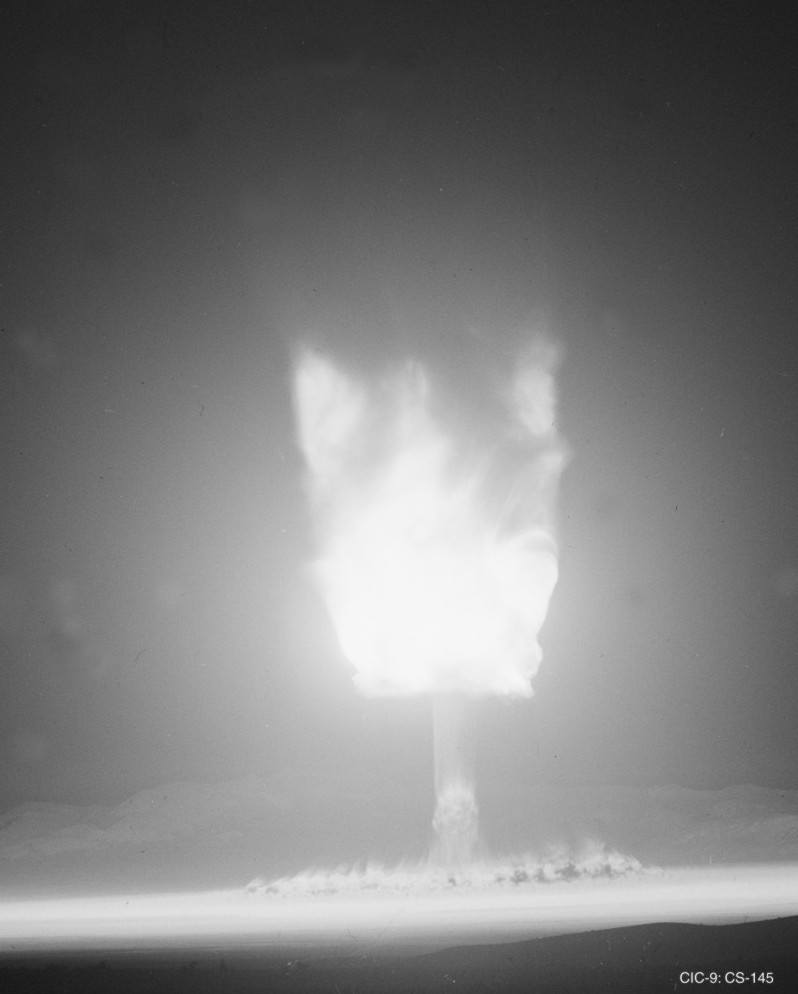
Fox

## 聯結
- 短片 Nuclear Test Film - Operation Ranger, Operation Buster/Jangle (1951) 可在互联网档案馆自由下载

37°08′10″N 116°04′07″W / 37.13611°N 116.06861°W